# Emmanuelle, le magazine du plaisir
Emmanuelle, le magazine du plaisir est un magazine mensuel publié pendant deux ans de septembre 1974 à août 1976 par les Éditions OPTA sur le thème de l'érotisme, dans la littérature et dans les arts, mais aussi comme question de société dans le contexte de la révolution sexuelle en cours à l'époque. Ce magazine était dirigé par Emmanuelle Arsan, auteur du roman à succès Emmanuelle, qui en signait aussi les éditoriaux pour les onze premiers numéros.

## Contenu
Le magazine contenait un roman d'Emmanuelle Arsan sous forme de feuilleton, tout d'abord Les enfants d'Emmanuelle en dix épisodes, de septembre 1974 à juillet 1975, puis Néa de septembre 1975 jusqu'à la fin de la parution. Une interview d'une personnalité de la littérature ou de la société (Françoise Sagan, Marc Oraison, Yves Navarre...) se trouvait sous la rubrique "Sept questions à...".
Parmi les contributeurs réguliers on peut citer Catherine Arley, Anne Germain, Serge Jacques, Gilles Costaz...

## Référence
1. ↑  Emmanuelle. Le magazine du plaisir dirigé par Emmanuelle Arsan. Editions Opta.